# Harveya liebuschiana
Harveya liebuschiana är en snyltrotsväxtart som beskrevs av Adolf Engler och Sidney Alfred Skan. Harveya liebuschiana ingår i släktet Harveya och familjen snyltrotsväxter. Inga underarter finns listade i Catalogue of Life.